# Banca centrale delle Seychelles
La Central Bank of Seychelles (in francese Banque centrale des Seychelles, in creolo seychellese Labank santral Sesel) è la banca centrale della nazione insulare delle Seychelles situate nell'Oceano Indiano. Gli uffici della banca hanno sede a Victoria, la capitale dello stato. La struttura organizzativa della banca può essere visualizzata sul sito web ufficiale.

## Storia
Nel 1974, si formò la Currency Commission of the Seychelles; nel 1978 la Seychelles Monetary Authority stabilì che nel 1983 sarebbe stata creata la Central Bank of Seychelles.
Fino al 1982 i conti del governo delle Seychelles furono gestiti dalla  Barclays Bank International; dal 29 dicembre di quello stesso questo compito passò alla Central Bank grazie al Central Bank of Seychelles Act.
La Central Bank of Seychelles Act 2004 sancì l'autonomia della banca.